# Binnenmauer
Binnenmauer oder Binnenwand ist eine in der Archäologie häufig verwendete Bezeichnung.

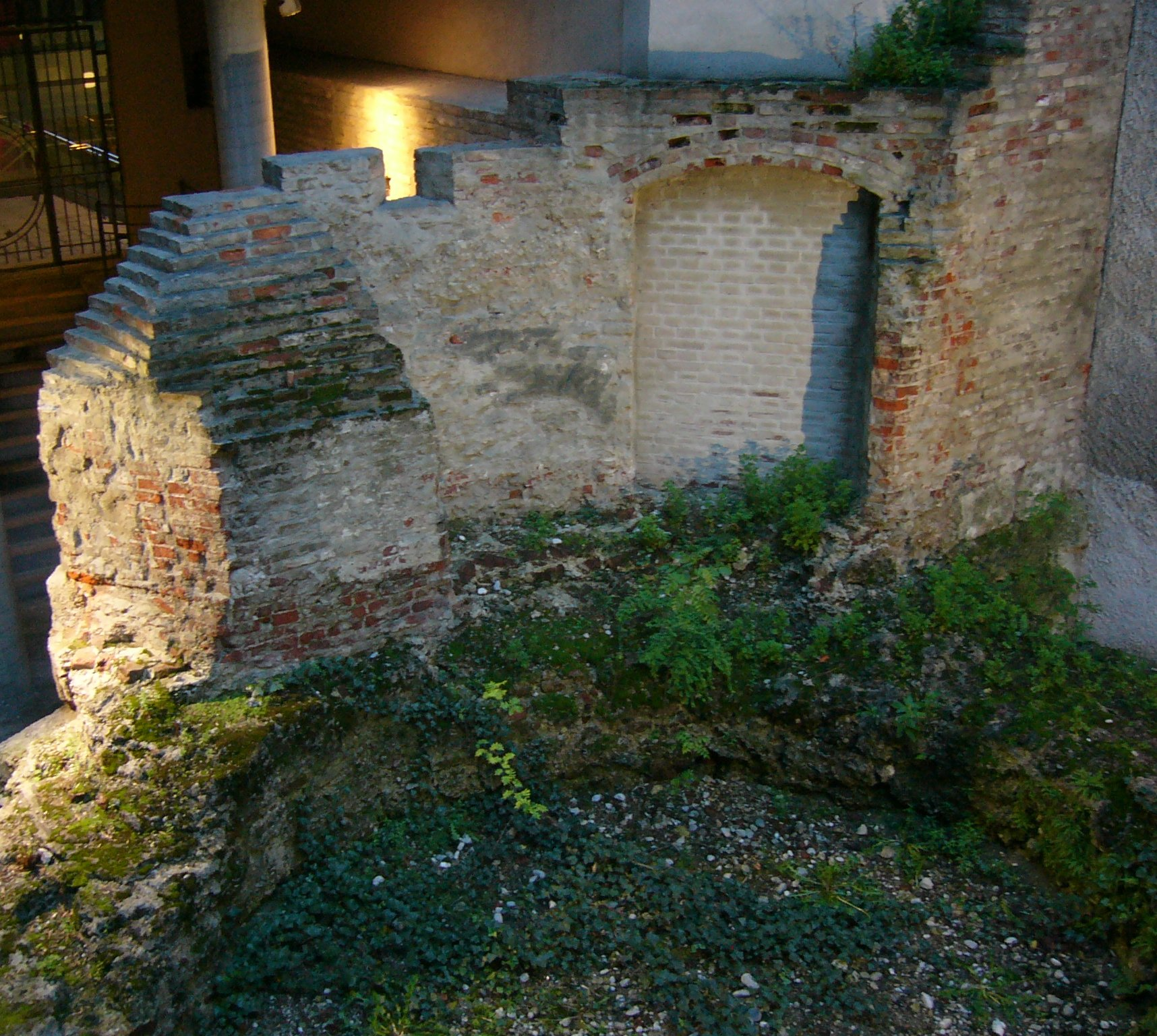
Binnenwand der Isartor-Ruine

Sie beschreibt die den Bewohnern oder Nutzern einer Trutzburg zugewandte und sichtbare Seite von Festungsmauerwerken. Neben Sichtmauerwerk sind auch mit Lehm verputzte und geflieste Ausführungen erfasst. 

## Beispiele

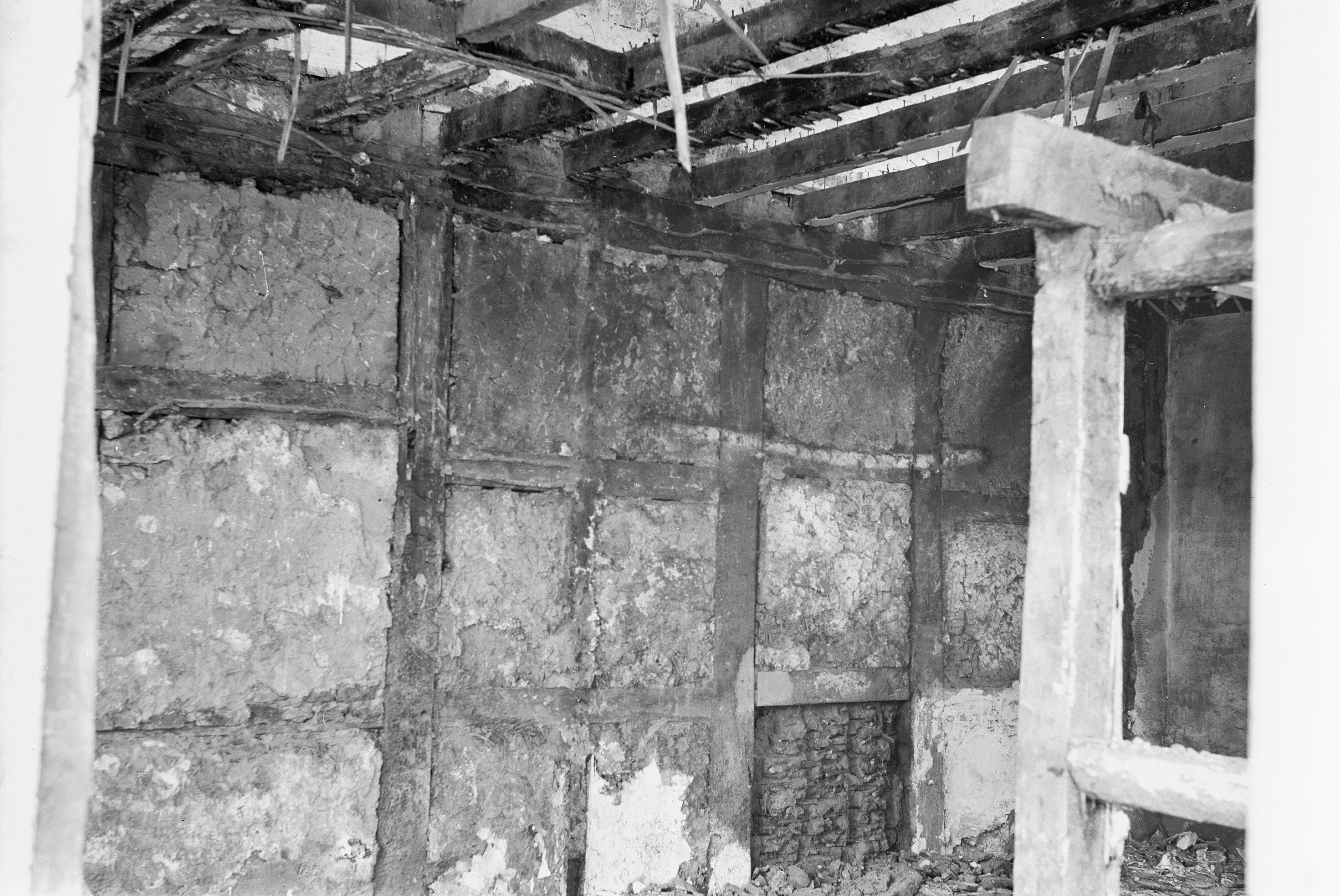
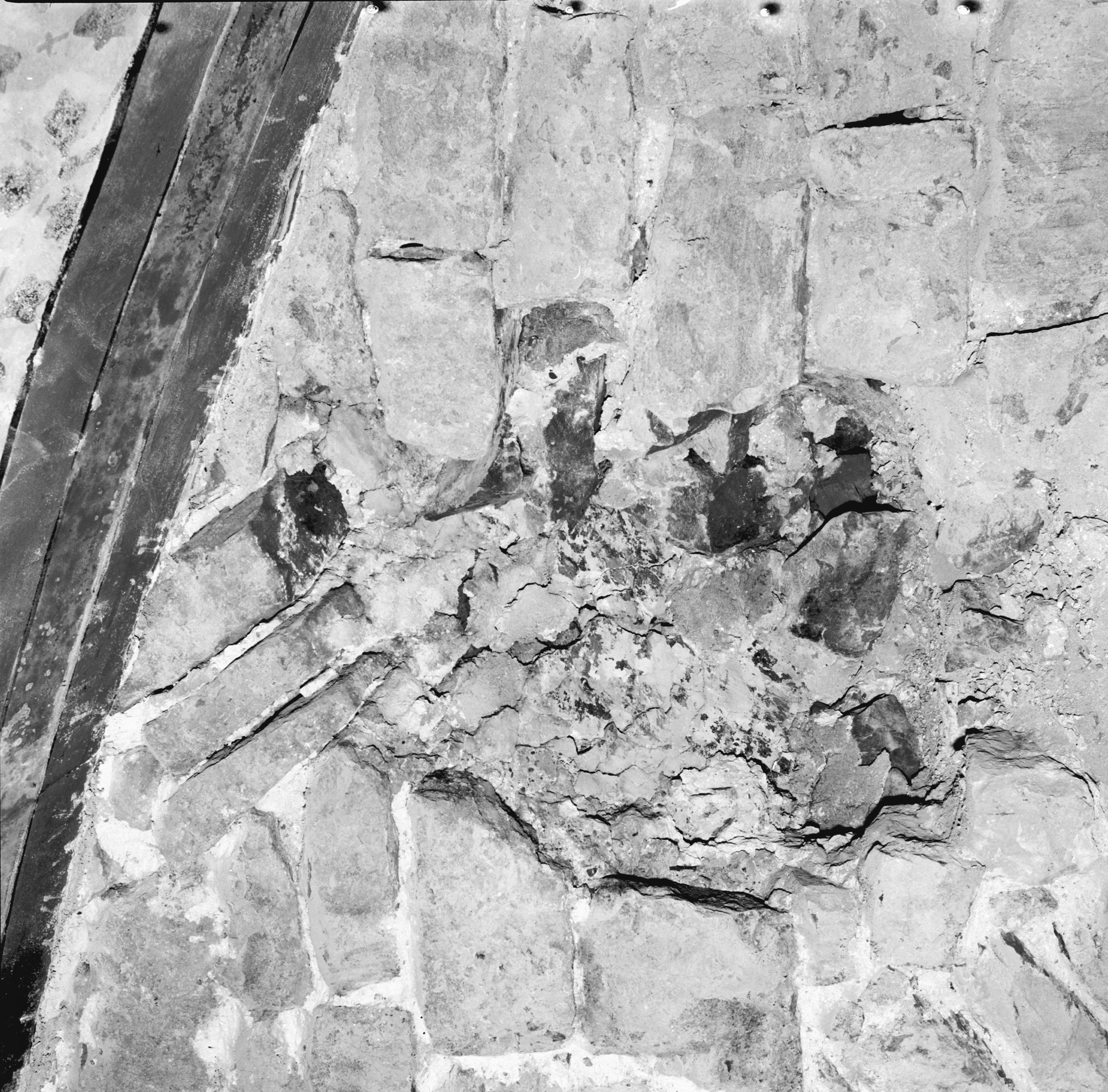
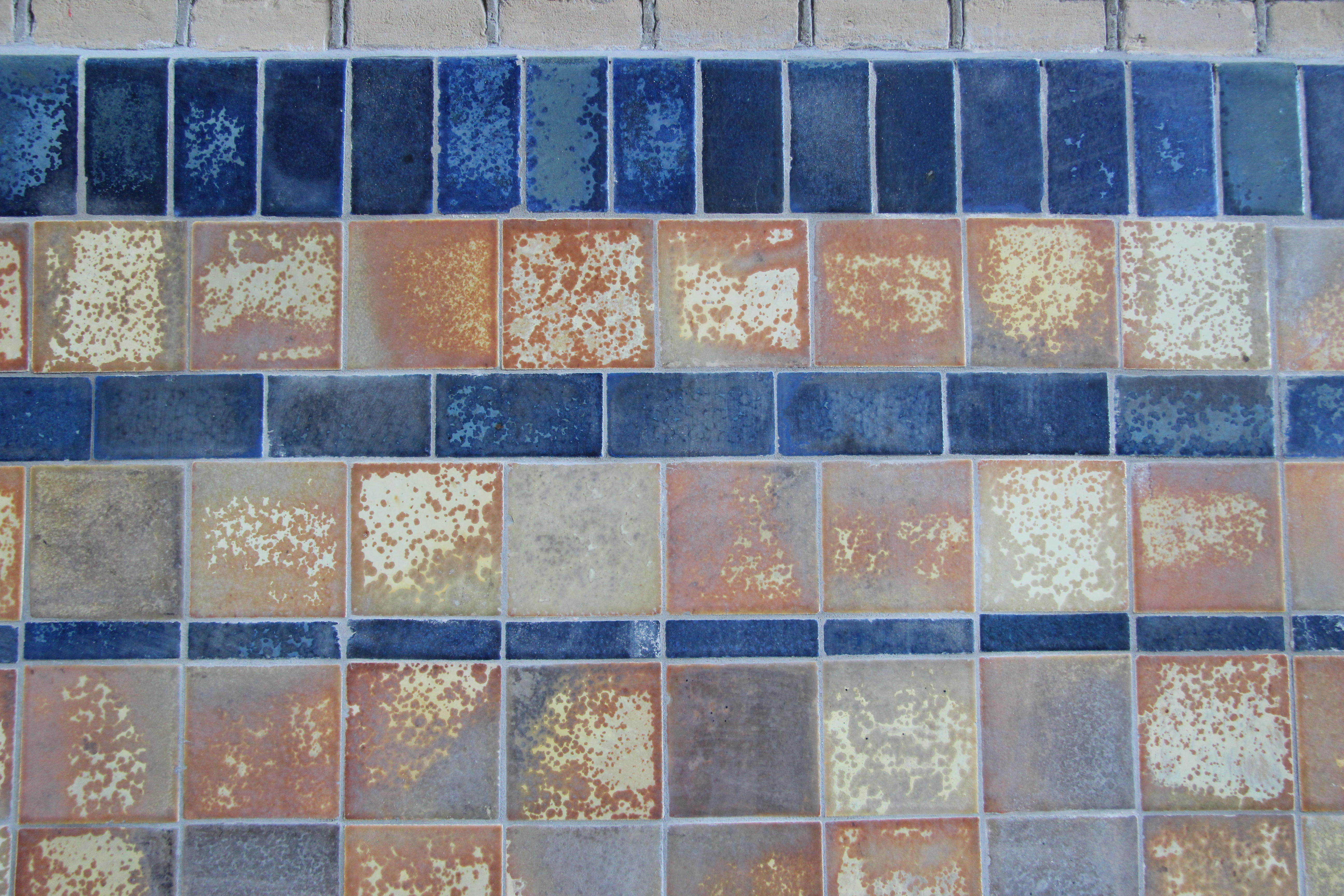